# Cristiano Cruz

Desenho humorístico, publicado em A Sátira, 1 de Maio de 1911

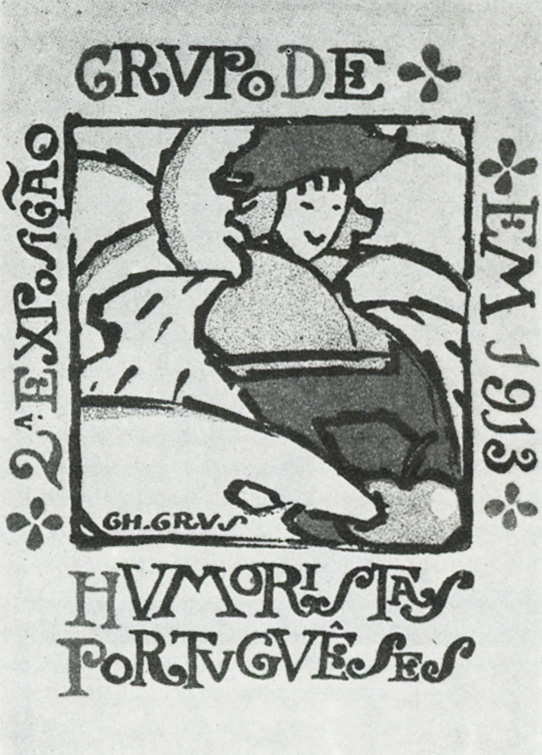
Capa do catálogo do II Salão dos Humoristas, 1913

Sem título (Senhoras à mesa), c. 1919, óleo sobre cartão, 28,5 x 26 cm

Christiano Alfredo Shepard Cruz ou Cristiano Sheppard Cruz ou Cristiano Cruz ou ainda Christiano Cruz (Leiria, 6 de Maio de 1892 – Silva Porto, 21 de Outubro de 1951) foi um veterinário, pintor, desenhador e caricaturista da primeira geração do Modernismo português.

## Biografia
Christiano Sheppard Cruz, filho de Alfredo Eduardo Cruz e de Berta Sheppard Cruz, nasceu na freguesia de Nossa Senhora d’Assumpção no distrito de Leiria.
Embora tenha vivido até aos 59 anos de idade, a sua carreira artística foi breve, iniciando-se sensivelmente em 1909 para terminar abruptamente em 1919, ano em que decidiu partir para Moçambique e abandonar as artes para se dedicar em exclusivo à medicina veterinária .
Christiano Cruz participou ativamente do desejo de renovação artística das primeiras décadas do século XX em Portugal. O seu papel nessa fase de transição tornou-o numa espécie de "semeador do modernismo português". Por via de um destino assumidamente desviante, acabaria por não ser ele a colher os frutos da sua ação renovadora e os anos de 1920 "já não seriam os seus, mas os da sua influência" .

## Biografia / Obra
Sem formação artística, oriundo de um meio familiar republicano e tendo como único guia artístico o desenho da imprensa, a obra de Christiano Cruz liga-se desde o primeiro momento ao desenho de humor e à crítica social . Viria depois a demarcar-se, em parte, dessa atitude inicial, defendendo a autonomia do domínio artístico. Numa entrevista de Maio de 1914 afirmaria: "não façamos crítica, façamos arte" .
As suas obras iniciais datam de 1909, quando ainda se encontrava em Coimbra. No ano seguinte fixa-se em Lisboa para prosseguir estudos em Medicina Veterinária. Junta-se então ao grupo que esteve na origem da Sociedade dos Humoristas Portugueses e que integrava, entre outros, Stuart Carvalhais, Jorge Barradas, José Pacheko e Almada Negreiros . É nesse âmbito que participa nos Salões dos Humoristas de 1912 e 1913, com acolhimento muito positivo na imprensa (é dele a capa do Salão de 1913, onde já se revela uma inflexão de estilo). O trabalho realizado entre 1909 e 1912 configura a primeira etapa da sua obra, que ele próprio apelidou de "fase de estilização", onde predominam os desenhos humorísticos, de traço único, "admiravelmente sintético" . As suas figuras severas despem-se de particularidades deformadas para se tornarem "manequins de um programa humorístico mais subtil e misterioso". Através de personagens ultra sintéticos e da sua busca de um tipo de "caricatura impessoal", procura ultrapassar os estereótipos da caricatura social e de costumes, num simbólico "grito de guerra contra o tradicionalismo"  que irá influenciar outros, entre os quais Almada Negreiros .
A partir de 1913 o seu traço evolui, torna-se mais expressivo – talvez num eco de obras como as de Egon Schiele ou Oskar Kokoschka –, abrindo caminho para a última fase da sua obra ; em 1915 Cristiano Cruz começa a experimentar a pintura em obras de pequeno formato, aprofundando o questionamento do seu desenho inicial, rígido e ascético, para descobrir os potenciais de um idioma abertamente expressionista onde a cor tem um papel fundamental. Participa com nove desses trabalhos, distantes da sua reconhecida obra de humorista, na 1ª Exposição dos Humoristas e Modernistas, no Porto, mas o acolhimento crítico é menos favorável; e para a exposição do ano seguinte enviará um único trabalho.
Em 1917 parte para França – integrado no Corpo Expedicionário Português que combatia na 1ª Guerra Mundial –, onde irá realizar um conjunto de obras tematicamente ligadas à guerra. Regressa em 1918 para prolongar as explorações pictóricas desses últimos anos, tão formalmente intensas e avançadas para a época quanto pouco numerosas e discretas em termos de escala (nas palavras de José Luís Porfírio, uma "pintura que quase não chegou a existir" ). Limitando-se sempre aos formatos reduzidos, estes trabalhos são a sua contribuição mais importante para uma via expressionista. Cristiano Cruz conjuga a energia da cor e dos contornos negros com a exploração textural do próprio suporte para tratar uma multiplicidade de temas, do autorretrato, atento aos estados psicológicos, à tragédia e angústia da guerra ou ao dia a dia da cidade (veja-se por exemplo, sem título – Senhoras à mesa, c. 1919).
"Neurasténico", "linfático e triste", como o próprio artista se definiu., saturado da repetição do grafismo do cartoon e de uma pintura criticamente mal acolhida, Cristiano Cruz ameaçava "virar-se contra a sua própria ação e ética criativa" e, em 1919, embarca subitamente para Moçambique . No ano seguinte ainda envia trabalhos para a III Exposição dos Humoristas, mas a partir daí irá dedicar-se em exclusivo à medicina veterinária interrompendo uma carreira que foi "a mais bem iniciada de todas as do seu tempo; e, sem dúvida, a primeira" 
Tem colaboração artística em várias publicações periódicas, nomeadamente nas revistas A Sátira  (1911), A Bomba (1912) e A Farça  (1909-1910).